# Dragsholms län
Dragsholms län var ett danskt län fram till 1662. Det bestod av Odsherred.